# Mabou
Mabou (En anglais: Mabou, en écossais: Màbu, en micmac: Mulapukuek) est un village canadien situé dans le comté d'Inverness, sur l'île du Cap-Breton en Nouvelle-Écosse. 

## Géographie

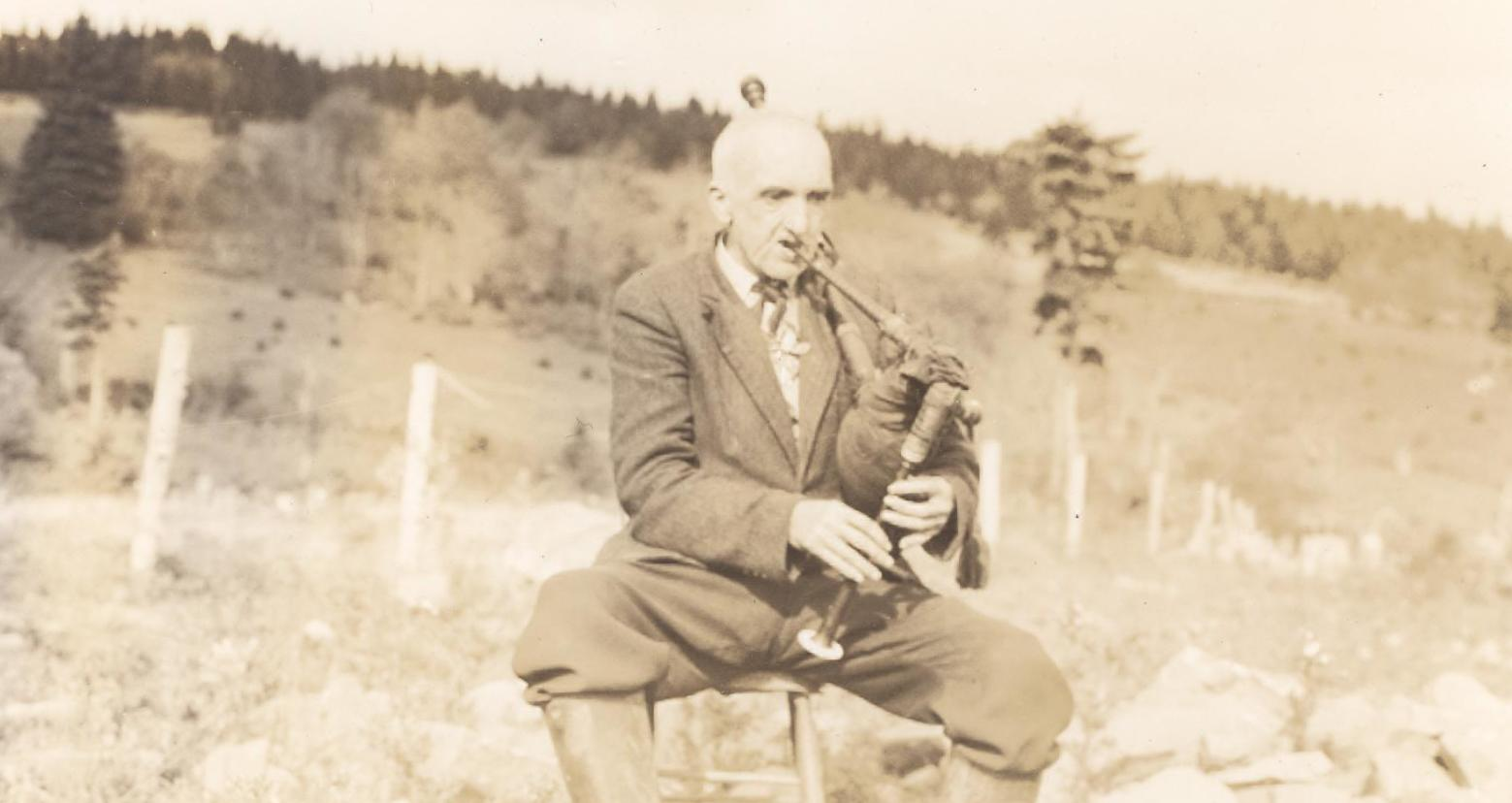
James D. Gillis, près de Mabou

### Hameaux et lieux-dits
Mabou comprend les hameaux suivants: Brook Village, Glencoe Mills, Mabou Harbour, Mabou Mines, MacDonald Glen, MacKinnon's Brook, Mull River, Northeast Mabou et West Mabou Harbour.

## Personnalités
Le photographe américano-suisse Robert Frank (1924-2019) a passé une partie de sa vie à Mabou, où il s'est établi en 1969. Des photos qu'il a pris à Mabou en 1977 se trouvent dans la collection du MoMA.